# PL +50. Historie przyszłości
PL +50. Historie przyszłości – antologia polskich tekstów futurologicznych oraz fantastycznonaukowych wydana w 2004 przez Wydawnictwo Literackie według koncepcji Jacka Dukaja.

## Historia
Dukaj zaprosił współczesnych polskich autorów science-fiction oraz naukowców i felietonistów do napisania swoje wizji Polski w roku 2054. Tom zawiera teksty literackie i eseje.
Autor wyboru pisze: „opowiadania następują po sobie w porządku właśnie od ukazujących rzeczywistość najmocniej zdeformowaną, w karykaturze konwencji i mitów, do tekstów SF, stosujących kreskę bardziej realistyczną, i wreszcie – prawie fotografii, czyli prób opisu Polski +50 niebeletrystycznych, jak najbardziej serio”.

## Spis utworów
- Jerzy Sosnowski – Autorewers
- Cezary Domarus – Biała krew
- Andrzej Ziemiański – Chłopaki, wszyscy idziecie do piekła
- Jacek Dukaj – Crux
- Tomasz Szczepański – Et in Arcadia ego baruim
- Tomasz Piątek – Gówniarze
- Andrzej Zimniak – Kochać w Europie
- Ryszard Kapuściński – Kultura narodowa w erze globalizacji[a]
- Maciej Dajnowski(inne języki) – Listy z Trytona
- Bartek Świderski – Łabędzi śpiew ministra dźwięku
- Lech Jęczmyk – Oglądając się na minione pół wieku
- Stanisław Lem – Orzeł biały na tle nerwowym
- Karol Maliszewski – Ostatnia poetka
- Zygmunt Bauman – Pięć przewidywań i mnóstwo zastrzeżeń
- Jadwiga Staniszkis – Podwójna pętla
- Olga Tokarczuk – Rubież
- Maja Lidia Kossakowska – Serce wołu
- Marek Oramus – Siódme niebo
- Daniel Odija – Spacer
- Edmund Wnuk-Lipiński – Struga czasu
- Jarosław Grzędowicz – Weekend w Spestreku[b]
- Łukasz Orbitowski – Władca deszczu
- Maciej Żerdziński – Wyhoduj mnie, proszę

## Analiza i krytyka
Jacek Dukaj pisze: „Starałem się dać możliwie szeroki przegląd wizji przyszłej Polski, a jeśli pewne fragmenty spektrum pozostały niewypełnione, to również stanowi informację o ukierunkowaniu naszych lęków i nadziei” oraz „spodziewałem się ponurych wizji wynarodowienia Polski i zaborów kulturowych [...] jednak przeważa ton niechętnej akceptacji oczywistości: globalizacja w każdym tego słowa znaczeniu jest nieunikniona [...] czas alarmistycznych antyutopii już minął”. Zauważa też pewne prawidłowości formalne: „autorzy z fantastyką słabiej kojarzeni wypowiadają się w formach krótszych, luźniej wiązanych fabułą; fantaści natomiast naprawdę lubią snuć opowieści”.
W roku wydania zbioru ukazało się kilka recenzji.
Wojciech Orliński pisał o książce „wydarzenie roku w polskiej fantastyce”. Uznał, że antologia miała uczcić wejście Polski do Unii Europejskiej. Stwierdził jednak, że antologia nieco rozczarowuje, głównie ze względu na to, że „większość autorów, zamiast wyobrażać sobie Polskę przyszłości, pisała o Polsce jak najbardziej współczesnej”, gdyż „uległo pokusie, by pod pretekstem pisania o przyszłości rozliczyć się z tym, co ich drażni we współczesności”.
Agnieszka Dębska wyraziła opinię, że w wielu tekstach antologii znamienna jest „świadomość redukcji dziedzictwa przeszłości”, a kształt kulturowy opisywanych światów przyszłości „przypomina zlepek elementów pochodzących z najróżniejszych tradycji i kultów”. Recenzentka „Czasu Fantastyki” oceniła, że opowiadania prezentują „kulturę ery informacyjnej [...], w której główną rolę w przekazie odgrywa aspekt wizualny”, ale ta „dominacja obrazu, jeśli nawet pozwala na poszerzenie perspektywy widzenia, jednocześnie odbiera mu głębię”. Autorka zauważa, że w tekstach można napotkać sporo różnych nawiązań literackich, np. występują bohaterowie o nazwiskach Rzecki (Lalka), Stefan Szczuka i Maciej Chełmicki (Popiół i diament), Boryna (Chłopi) czy Leśmian, niemniej ta „żonglerka nazwiskami [...] pozostaje pustą zabawą” – „nie niesie żadnych konsekwencji dla opowiadanych historii”. Podobnie jak Orliński Dębska zauważa, że wg autorów „kształt kultury za pół wieku będzie wyrastał [...] z wyolbrzymionych aspektów teraźniejszości”.
Recenzja Pawła Dunina-Wąsowicza w „Przekroju” jest raczej powściągliwa. Publicysta stwierdza, że „optymizm rośnie wraz z wiekiem autorów. Młodsi snują ponure wizje”, zaś starsi twórcy uważają, że „zmiany nie będą tak dotkliwe”. Potwierdza też wrażenia innych recenzentów, że „smutna jest jednowymiarowość tekstów wielu autorów. Większość młodych pisarzy fantastów poszła na łatwiznę”, a „teksty, w których literatura zwycięża z tendencyjną publicystyką, należą, niestety, do mniejszości”. Dunin-Wąsowicz wyróżnia opowiadanie Olgi Tokarczuk.
Recenzję zamieścił także biuletyn Komitetu Badań Naukowych „Sprawy nauki”. Romuald Karyś zaznaczył, że omawia książkę tylko dlatego, że zawiera ona teksty znanych i cenionych naukowców oraz czołowych publicystów i tylko tym kilku esejom poświęcił uwagę (Staniszkis, Bauman, Wnuk-Lipiński, Lem). Autor powątpiewa w futurologiczną wartość antologii, twierdząc, że „przyszłość leżąca poza horyzontem 5-10 lat jest zupełnie nieprzewidywalna” jednak uważa, że książkę warto przeczytać „nie po to, by poznać przyszłość, lecz by uwrażliwić się na zjawiska zachodzące współcześnie”.
Ostro ocenił antologię Jan Rudziński w biuletynie Gdańskiego Klubu Fantastyki, pisząc, że „większość tekstów to sztampy, klisze i banały, zanurzone w dzisiejszym dniu, bez szerszego oddechu”. Skrytykował zwłaszcza trudny do uzasadnienia polonocentryzm autorów.
Dwa lata później recenzent portalu Polter podsumował, że antologia „przeszła bez większego echa”, choć zamierzenia były ambitne. Stwierdził, że pomysł zawężenia okresu opisywanej przyszłości wyrządził tekstom krzywdę, gdyż „niektórzy recenzenci wykazali w swej krytyce zdumiewająco sztywne podejście”. Uznał, że „niemalże wszystkie zawarte tu utwory należą do przynajmniej dobrych”, jednak skrytykował utwory: Tomasza Piątka („to wielka pomyłka”), Karola Maliszewskiego („cokolwiek bełkotliwie”), Tomasza Odiji („zabawa słowem, nie mająca nic a nic wspólnego z fantastyką”) i Andrzeja Ziemiańskiego („popis niechlujnego grafomaństwa [...] opowiadanie tak niedojrzałe, że aż śmieszne”). Pochwalił za to autora pomysłu: „spisał się na medal [...] napisał zwięzły i niezwykle zgrabny wstęp, dorzucił świetne opowiadanie własnego autorstwa, a przede wszystkim uporządkował całość na podobieństwo optycznego widma”.
Maciej Parowski kilkanaście lat później był łagodniejszy w ocenach: „objawił się Dukaj antologista, twórca i realizator imponującego tomu PL +50. Zaprosił doń nie tylko najlepszych fantastów, ale i czołówkę polskich myślicieli, by sięgnęli wyobraźnią pół wieku do przodu. On i Łukasz Orbitowski mieli najlepsze opowiadania w tomie”. Wspomniał także o udziale w antologii nestora polskiej fantastyki: Stanisław Lem, choć „unikał kontaktów z polskimi fantastami” to „wystąpił w Dukajowej antologii PL +50, bo mu w Wydawnictwie Literackim wytłumaczyli, że to głowa i autor nie byle jaki”.